# Nederland mindre 9

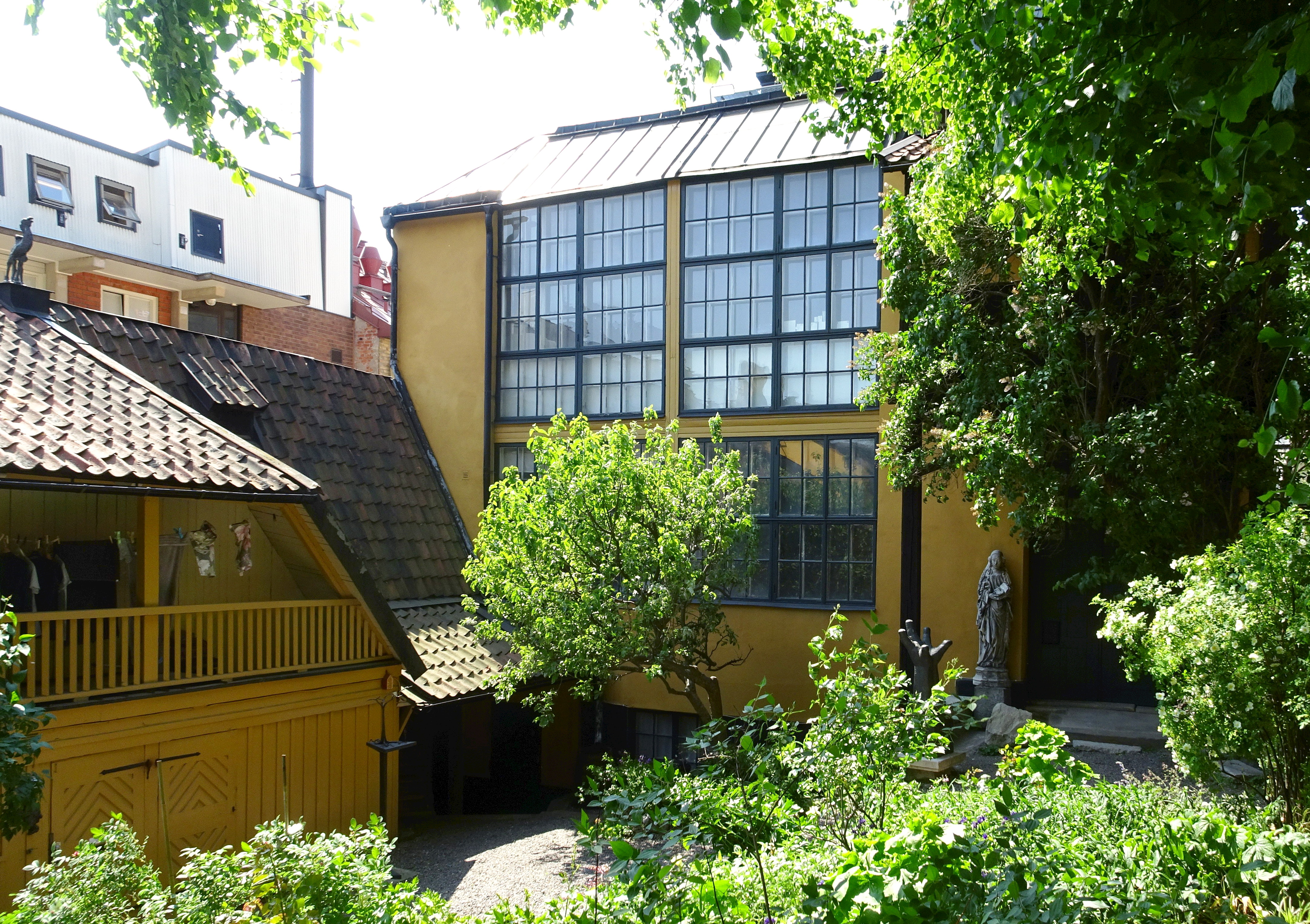
Christian Erikssons före detta ateljé i juni 2019.

Nederland mindre 9 är en kulturhistoriskt värdefull fastighet vid Maria Prästgårdsgata 3 på Södermalm i Stockholm. I kvarteret hade bildhuggaren och skulptören Christian Eriksson sin bostad och ateljé. Här finns sedan 1905 en unik konstnärsmiljö som fortfarande är intakt. Gatu- och gårdshusen förklarades 1981 tillsammans med innergården som lagligt skyddade byggnadsminnen. Fastigheten består av fem byggnader som är blåmärkta av Stadsmuseet i Stockholm, vilket innebär att den utgör "synnerligen höga kulturhistoriska värden".

## Kvarteret

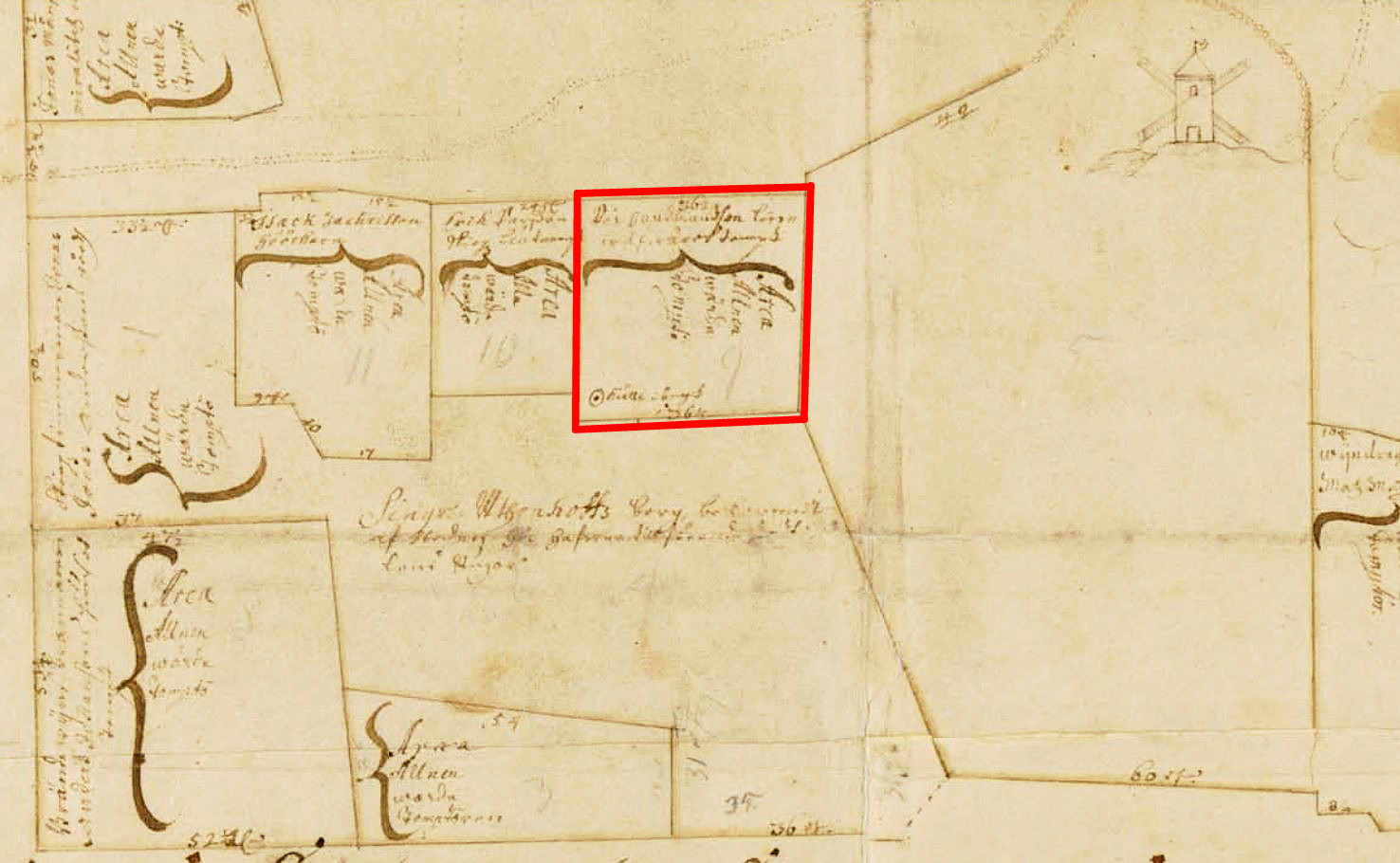
Kvarteret 1679 med blivande fastigheten Nederland mindre 9 inom röd markering, Holms tomtbok 1679.

Kvarteret Nederland mindre ligger längst i väster vid Maria Prästgårdsgata som här, ovanför trapporna, kallas enbart Prästgårdsgata. Kvarteret omges av Högbergsgatan i söder, av Kvarngatan i öster, Björngårdsgatan i väster och Maria Prästgårdsgata i norr. Kvarteret består av 12 fastigheter från olika tidsperioder. 
Föregångaren till dagens Nederland mindre känns igen i Holms tomtbok från 1679 där det anges som "Qvarteret Apendix till Småland eller strögårdar". Linvävaren Pär Gundmundsson ägde här en nästan kvadratisk tomt, vars längd mot Gamla Prästgårdsgatan väl stämmer överens med dagens stenhus vid Maria Prästgårdsgata 3. Trakten var och är fortfarande stark kuperad och en bra plats för väderkvarnar. På backen direkt öster om Gundmundssons tomt stod tre väderkvarnar: Stora och Lilla Somens kvarn samt Christian Hanssons kvarn. Dagens Kvarngatan påminner fortfarande om dess tidigare existens.
Den äldsta bevarade bebyggelsen finns i Nederland mindre nummer 9 som ligger ungefär i kvarterets mitt. Från Prästgårdsgatan syns bara ett putsat stenhus, resterande del ligger dold på en innergård. Väl inne på gården öppnar sig en intim planerad småstadsmiljö med trädplanteringar och låga byggnader som domineras av gulmålade fasader under brutna tak.

## Bebyggelsen

### Gathuset

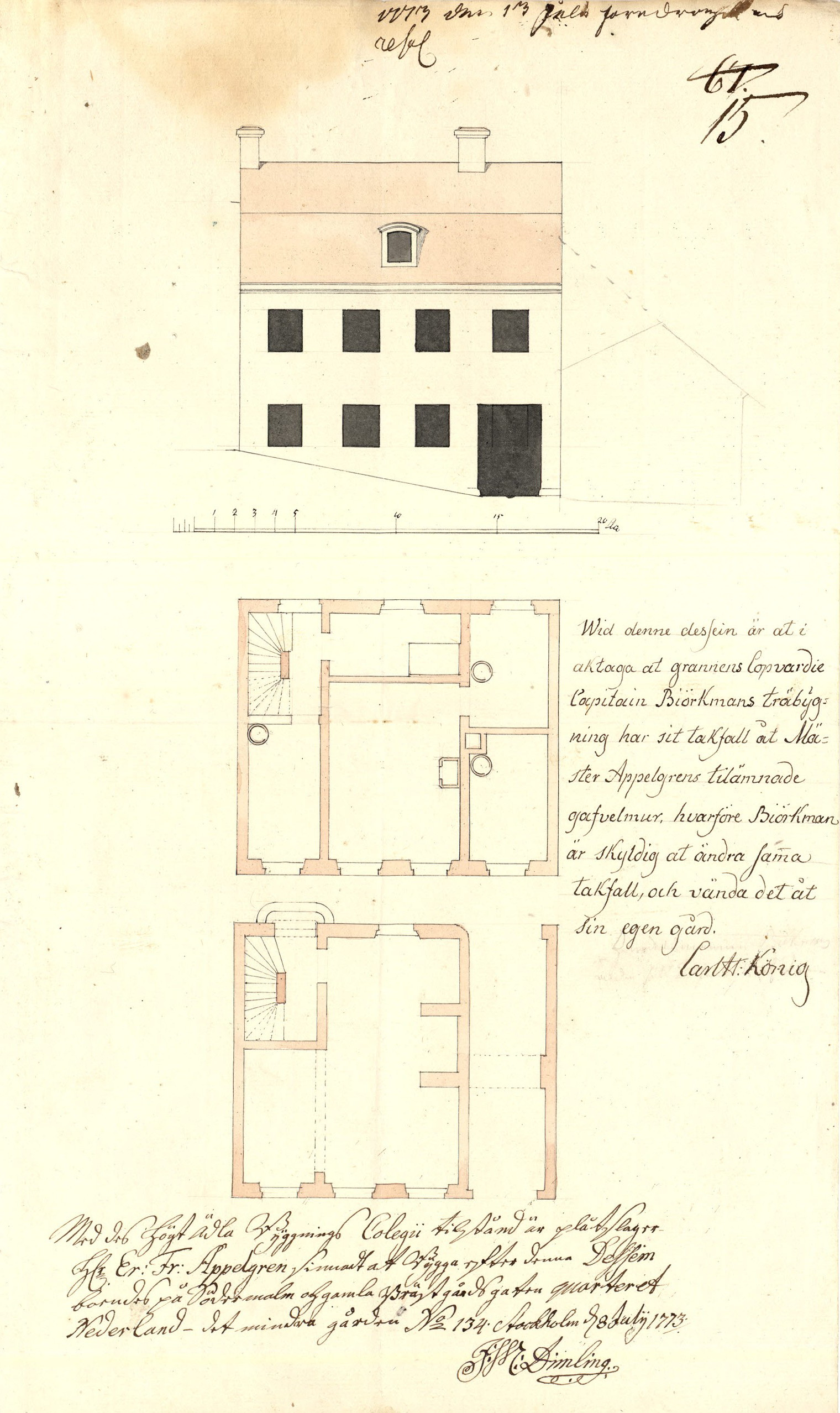
J.W. Dimlings ritning, 1773.

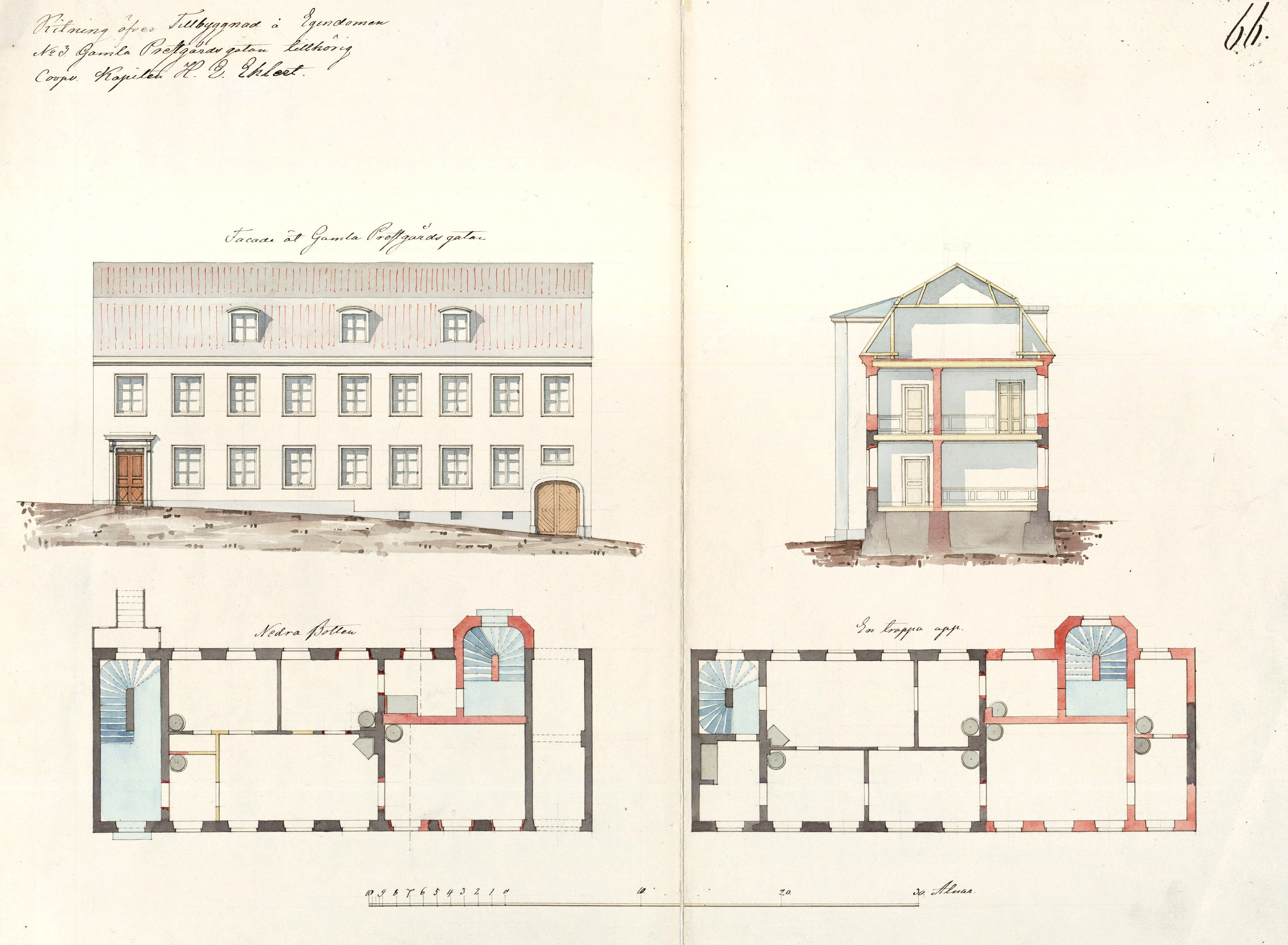
Ombyggnad av gathuset för kapten Herman Ehrenfrid Ehlert, 1856.

Av en tomtbeskrivning från 1691 framgår att ägaren var direktören Widerholt von Widerhofven. Han förstorade sin tomt genom köp av den södra granntomten. År 1702 bodde enligt mantalslängden sex personer på denna fastighet, som då ägdes av J.D. Widerholt, troligen en släkting till Widerholt von Widerhofven. Den äldsta beskrivningen finns i brandförsäkringen från 1767. Då fanns vid gatan en byggnad med sal, kammare och källare samt en verkstad. Inne på tomten låg en stuga med kök och kammare under ett torvtak.
Nuvarande gathuset mot Prästgårdsgatan är ett gammelrosa stenhus i två våningar med brutet tegeltak. Den västra delen uppfördes 1773 som verkstadsbyggnad med bostad för ägaren, plåtslagarmästaren Erik Fredrik Appelgren. Arkitekt och byggmästare var murmästaren J.W. Dimling som ritade flera byggnader i kvarteret som dock inte längre existerar. 1782 tvingades Appelgren avstå gården för obetalda skulder. Därefter ägdes gården några år av grosshandlaren Charles Totties änka Maria.
År 1806 tillkom ytterligare en verkstadsbyggnad i öster på platsen för ett timmerhus som revs. Den nya delen innehöll bostad och verkstad vid gatan samt flera träbyggnader inne på tomten. Byggherre var schatullmakaren Johan Petter Berg. Redan 1809 övergick egendomen till hovkanslisten Johan David Sandin och 1826 till tygfabrikören Johan Gustaf Folcker. Sex år senare var kofferdikaptenen Herman Ehrenfrid Ehlert ägare. Han lät sammanbygga de båda stenhusen som nu fick ett enhetligt utseende motsvarande dagens. Fastigheten stannade sedan i Ehrenfrids släkt till 1800-talets utgång.
År 1905 förvärvade Christian Eriksson gården. Ombyggnaden av gathuset och den nya gårdsbebyggelsen utfördes mellan 1905 och 1911 efter Erikssons egna ritningar i samarbete med arkitekt Ragnar Östberg. Eriksson och familjen flyttade in i en ombyggd lägenhet i gathuset medan den första ateljén inrättades på gården. 1911 fick ateljén genom en höjning sin nuvarande form.
I väster finns den ursprungliga körporten som leder direkt in till gården, i öster ligger ingången till trapphuset med skulpterade pardörrar och växtornamentsprytt krön i empirestil. Från gathuset går en täckt trätrappa ner till en starkt kuperad och trädbevuxen innergård vilken präglas väsentligt av en genuin konstnärsmiljö som skapades under skulptören Christian Erikssons tid.

Erikssons bygglovsritningar för stora ateljén
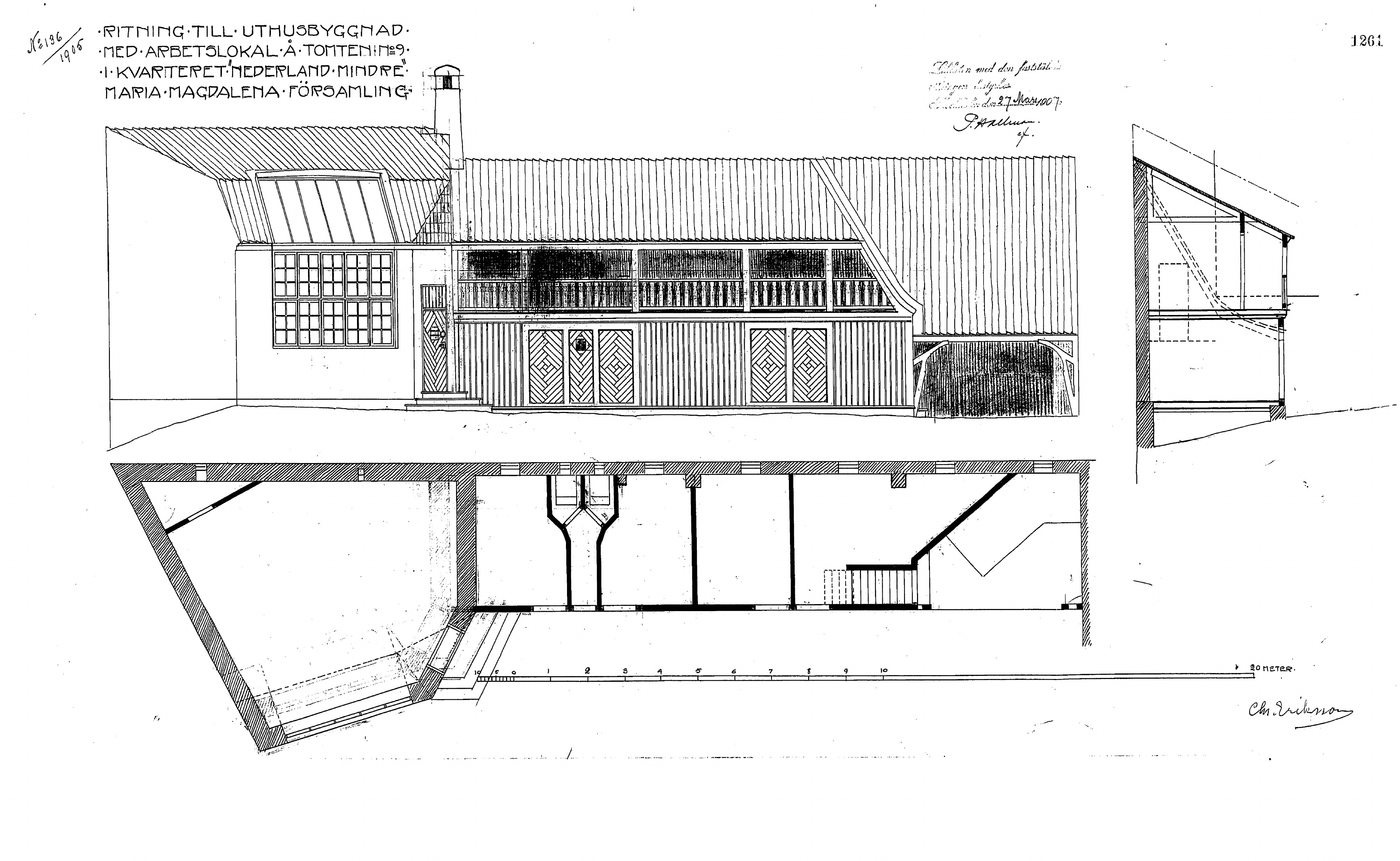
Plan, sektion och fasad 1905.
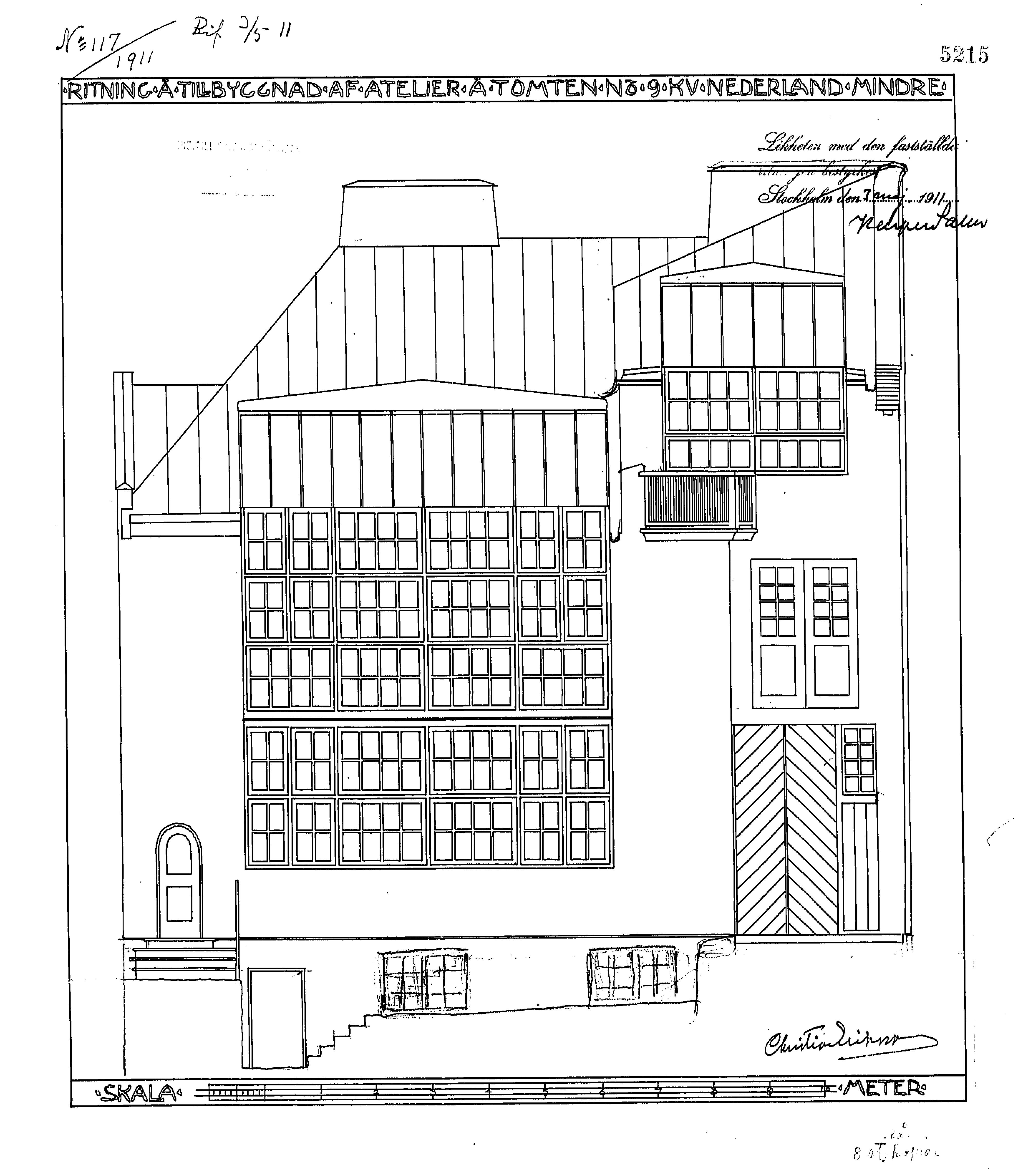
Tillbyggnad (fasad) 1911.
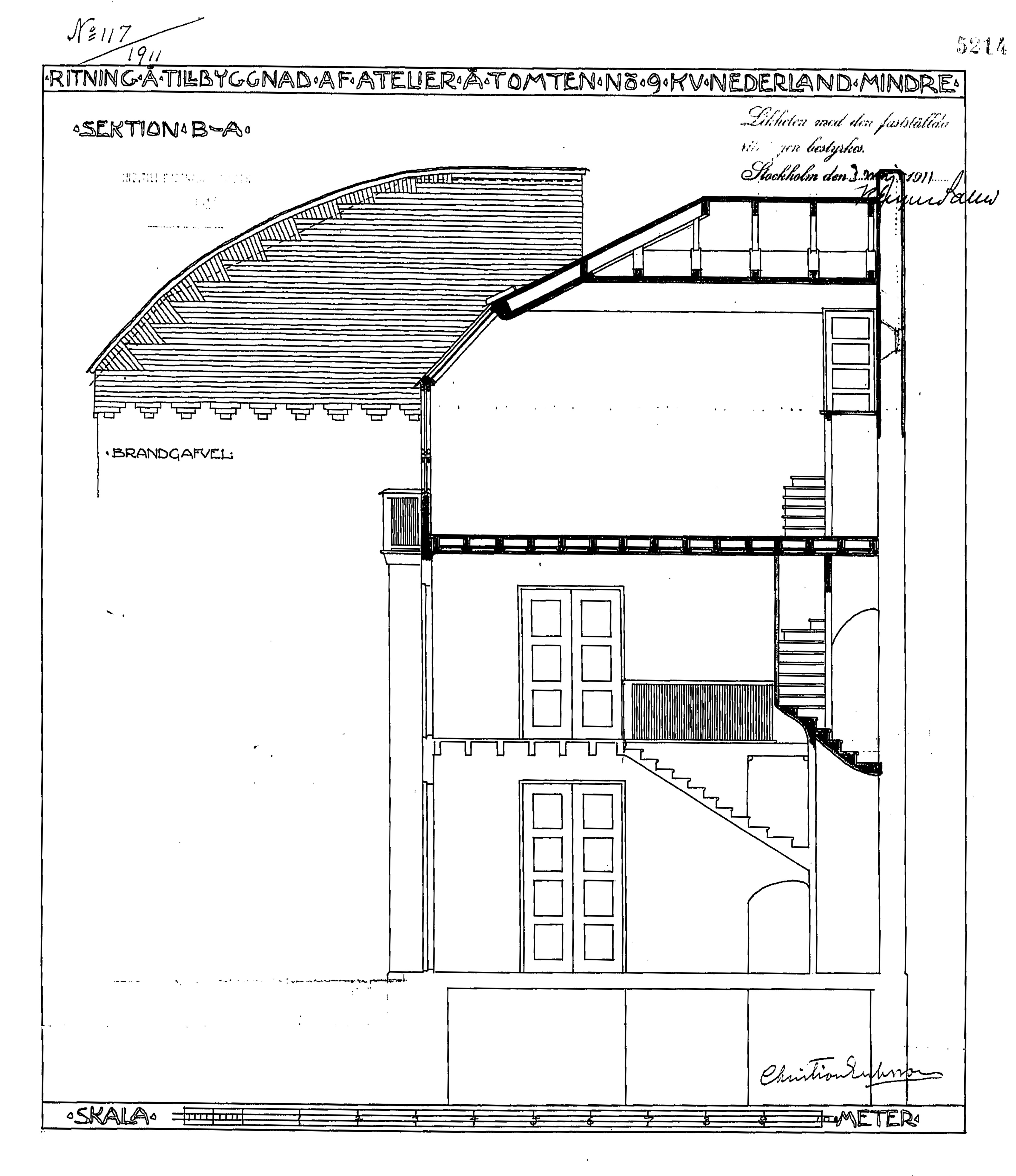
Tillbyggnad (sektion) 1911.
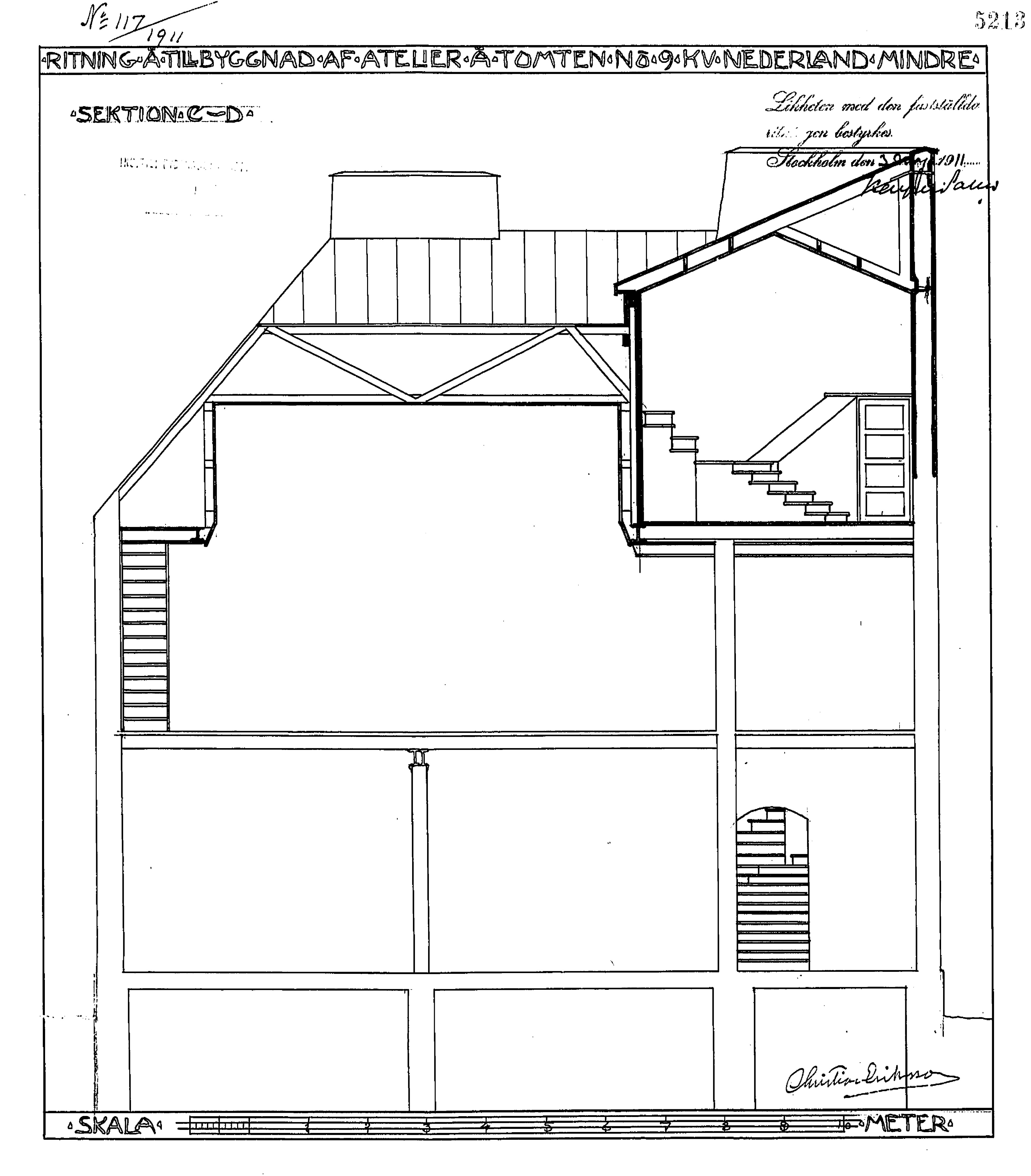
Tillbyggnad (sektion) 1911.
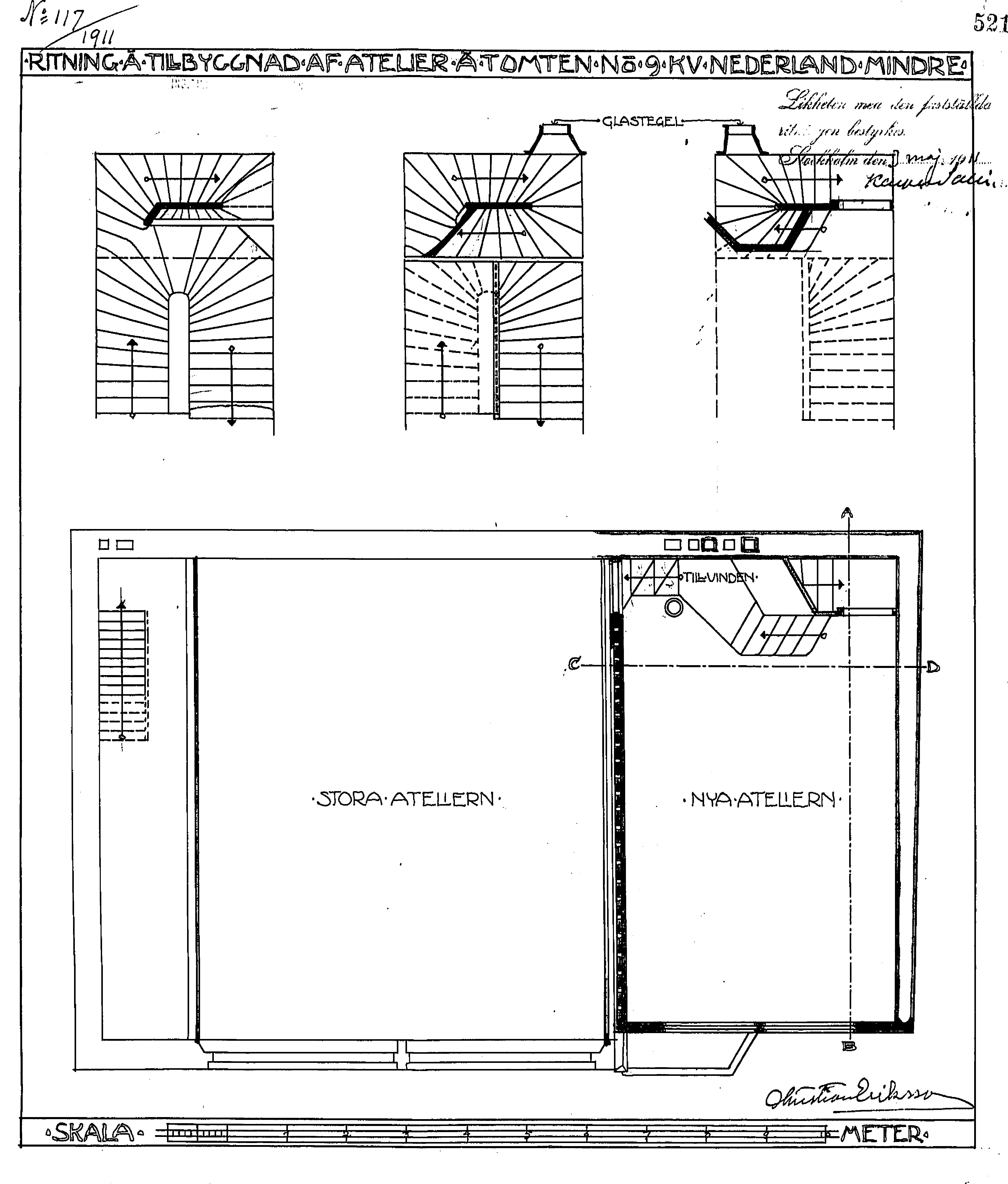
Tillbyggnad (plan) 1911.

### Christian Erikssons ateljé
I gårdens sydvästra och sydöstra hörn ligger ateljébyggnader i putsat tegel, förbundna genom en loftbod av trä, som bland annat inrymmer en torkvind. I den sydvästra byggnaden finns tre ateljéer; den största av dessa var Christian Erikssons egen. Den ligger en trappa upp, har stora fönsterytor samt intagsdörrar och lyftanordningar för att ta in tunga stenblock. Rummet är tio meter högt och hade möjlighet att kunna delas på höjden genom ett monterbart mellanbjälklag. I denna konstnärsgård skapade Eriksson Sveriges mest värdefulla och monumentala skulpturer. 
Efter Erikssons död 1935 övertogs fastigheten av två döttrar samt sonen Liss Eriksson som också var konstnär. Faders ateljé disponerades till en början av skulptören Carl Fagerberg och efter hans död 1948 av skulptören Åke Jönsson. När Liss Eriksson 1951 återkom från Paris installerade han sig här. Bland övriga konstnärer som haft ateljé i gården kan nämnas Vera Nilsson, Emil Johanson-Thor och Bo Beskow. År 2014 hade skulptören Eva Lange och målarna Harald Lyth sin verksamhet här. Fastigheten ägs sedan 2001 av en bostadsrättsförening och är inte tillgänglig för allmänheten. Ett av husen på gården (Maria Prästgårdsgata 3E) bjöds 2016 ut för 9,7 miljoner kronor (utropspris).

Historiska bilder
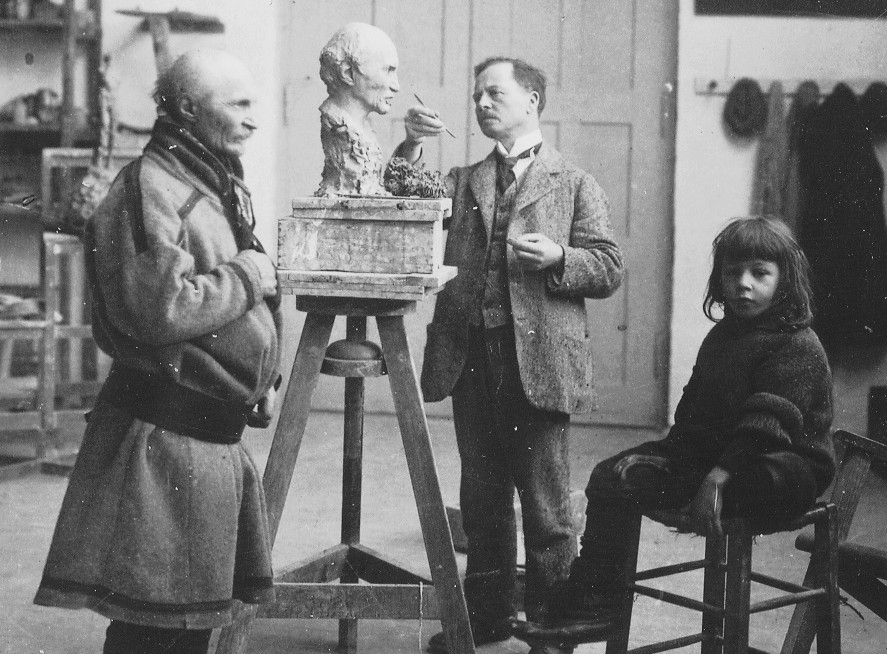
I ateljén 1911. Christian Eriksson modellerar Johan Tuuri. Pojken är sonen Matts Eriksson.
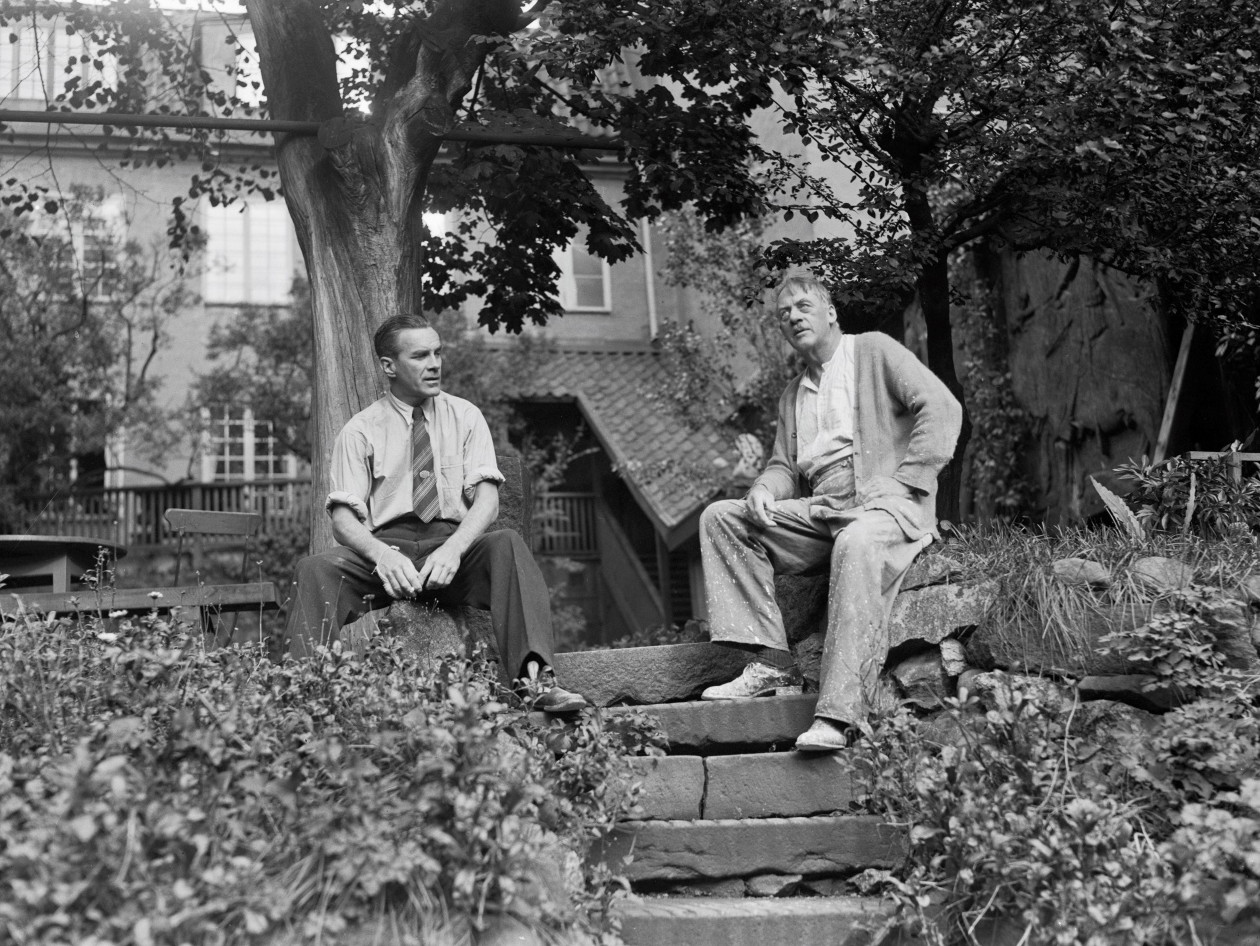
Gårdsmiljön 1938 med skulptör Carl Fagerberg till höger.
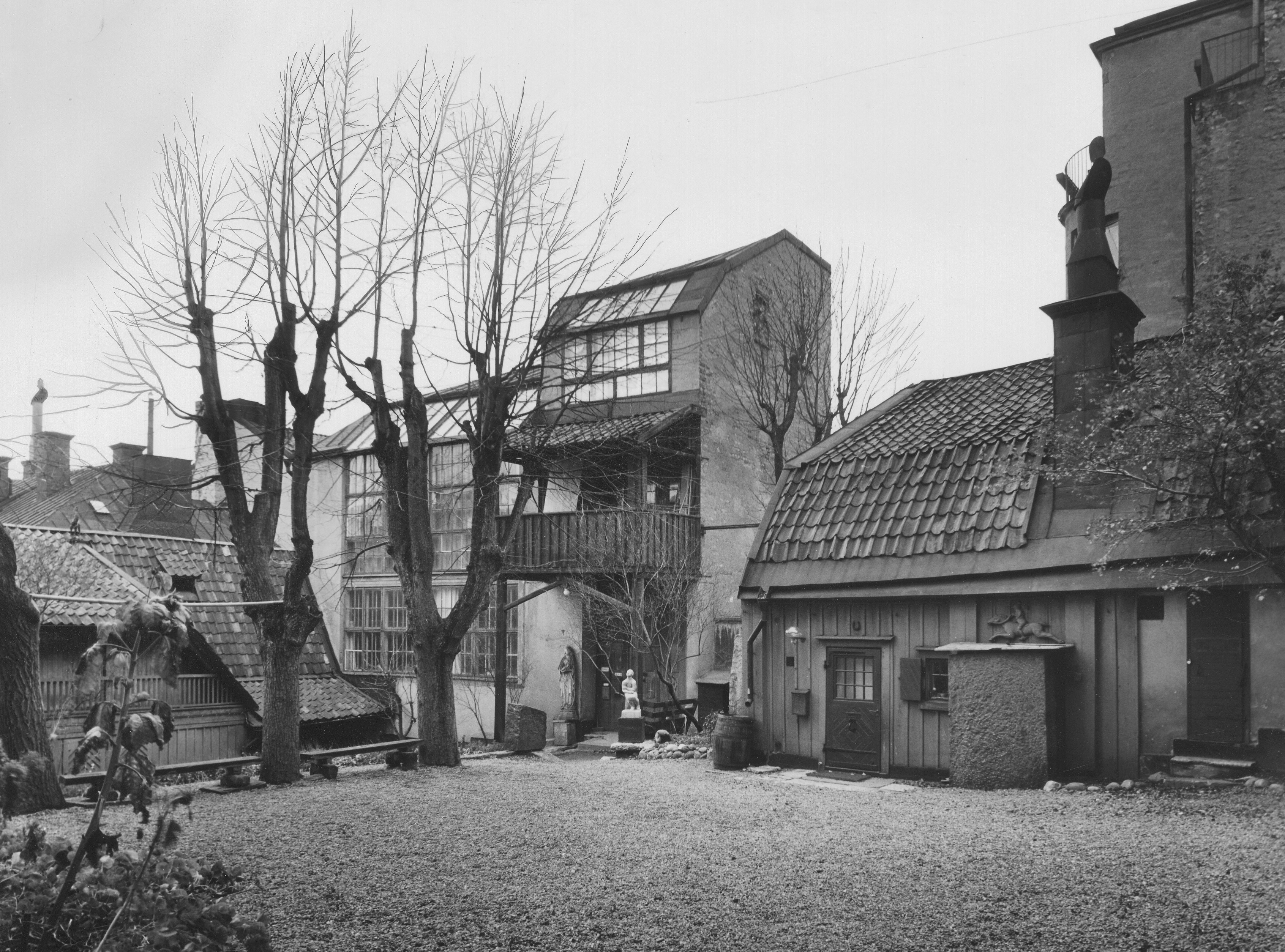
Gårdsmiljön på 1950-talet med stora ateljén rakt fram.
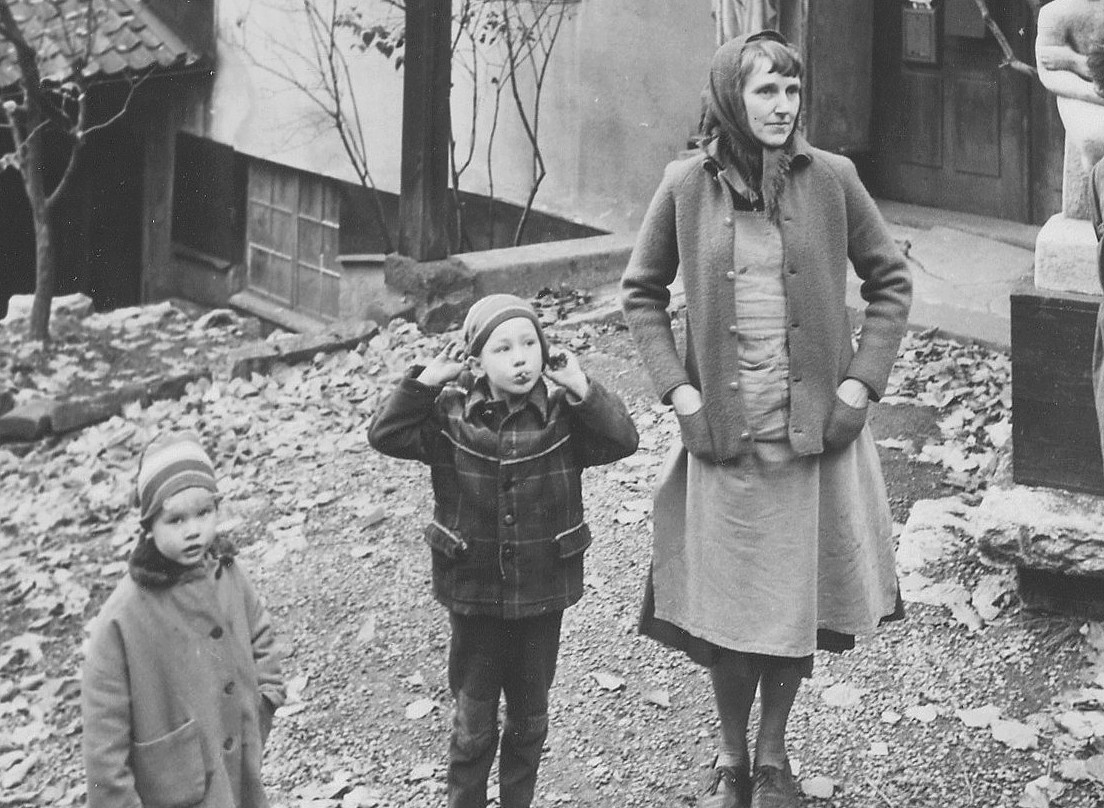
Britta Reich-Eriksson med barn vid Christian Erikssons ateljé 1961.

Ann Eriksson, dotterdotter till Christian Eriksson, berättar år 2014:

"Med hjälp av arkitekten Ragnar Östberg byggde Christian om en lägenhet till sin familj. Dessutom ritade han ett ateljéhus med en stor skulpturateljé åt sig själv. Det innehöll också ateljéer till gipsgjutare och andra konstnärer. Under Christians tid var det en levande konstnärsmiljö med konstnärer som Nils Kreuger och Carl Fagerberg som huserande i ateljéerna. Efter Christians död har en rad kända konstnärer verkat i Christians ateljéer. 1952 kom hans son skulptören Liss Eriksson och dennes fru, målarinnan Britta Reich-Eriksson tillbaka efter fyra års vistelse i Paris och flyttade in i huset. Liss fick överta en ateljé från Carl Fagerberg, medan Britta fick dela ateljé med Oscar Hullgren. Några år senare kunde Liss flytta in i Christians ateljé, medan Britta kunde ta över Nils Kreugers ateljé högst upp i huset. Än idag är detta en levande konstnärsmiljö. Att det skulle förbli så var mycket viktigt enligt sonen Liss som absolut inte ville att det skulle bli något museum. Skulptören Eva Lange tog över Liss ateljé efter hans bortgång. I övriga ateljéer återfinns idag målarna Harald Lyth och Magnus Berg."

Nutida bilder, gathuset
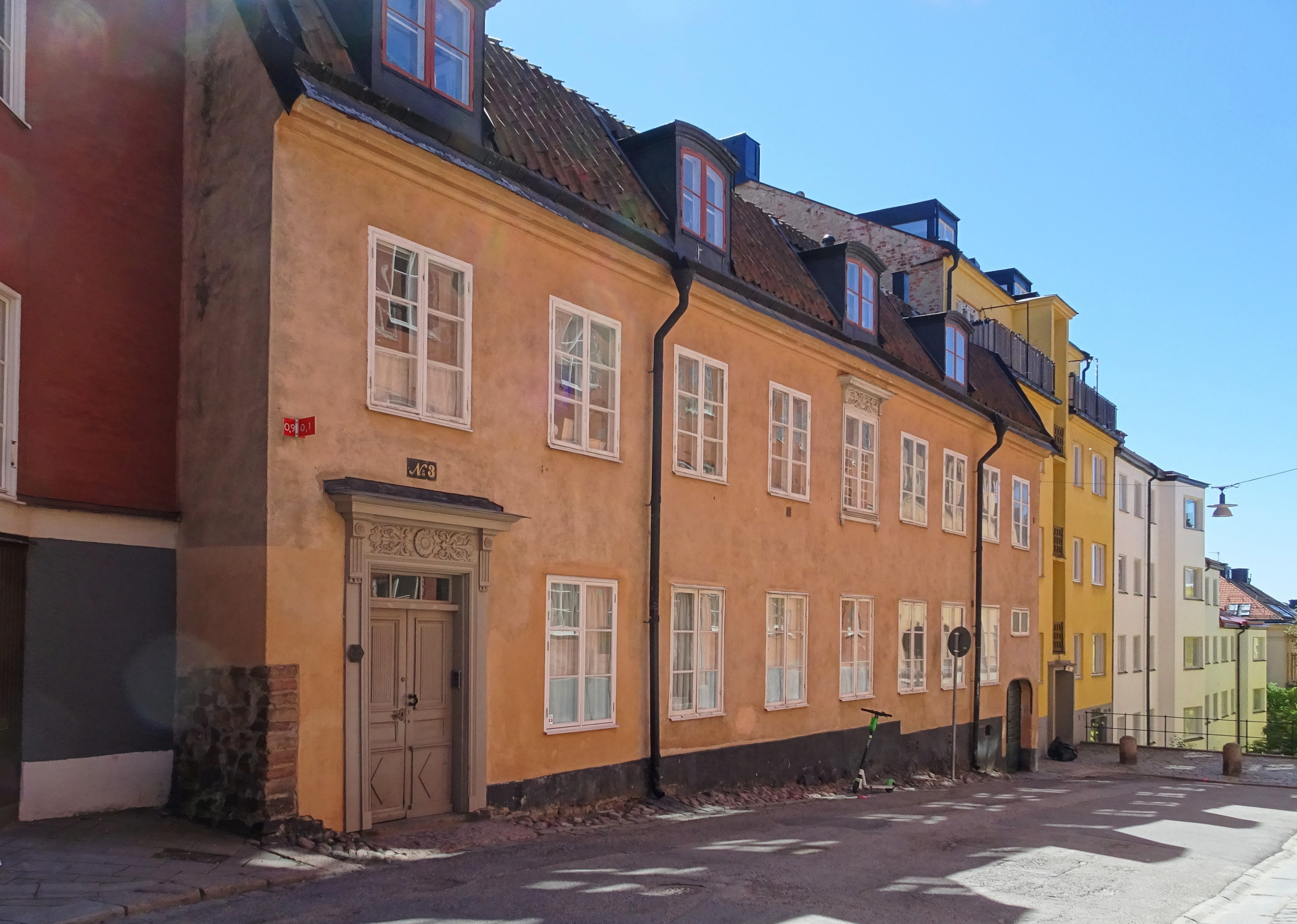
Fasad mot Maria Prästgårdsgata.
Entréporten.
Körporten.
Fönster våning 1 trappa.

Nutida bilder, gårdsmiljön
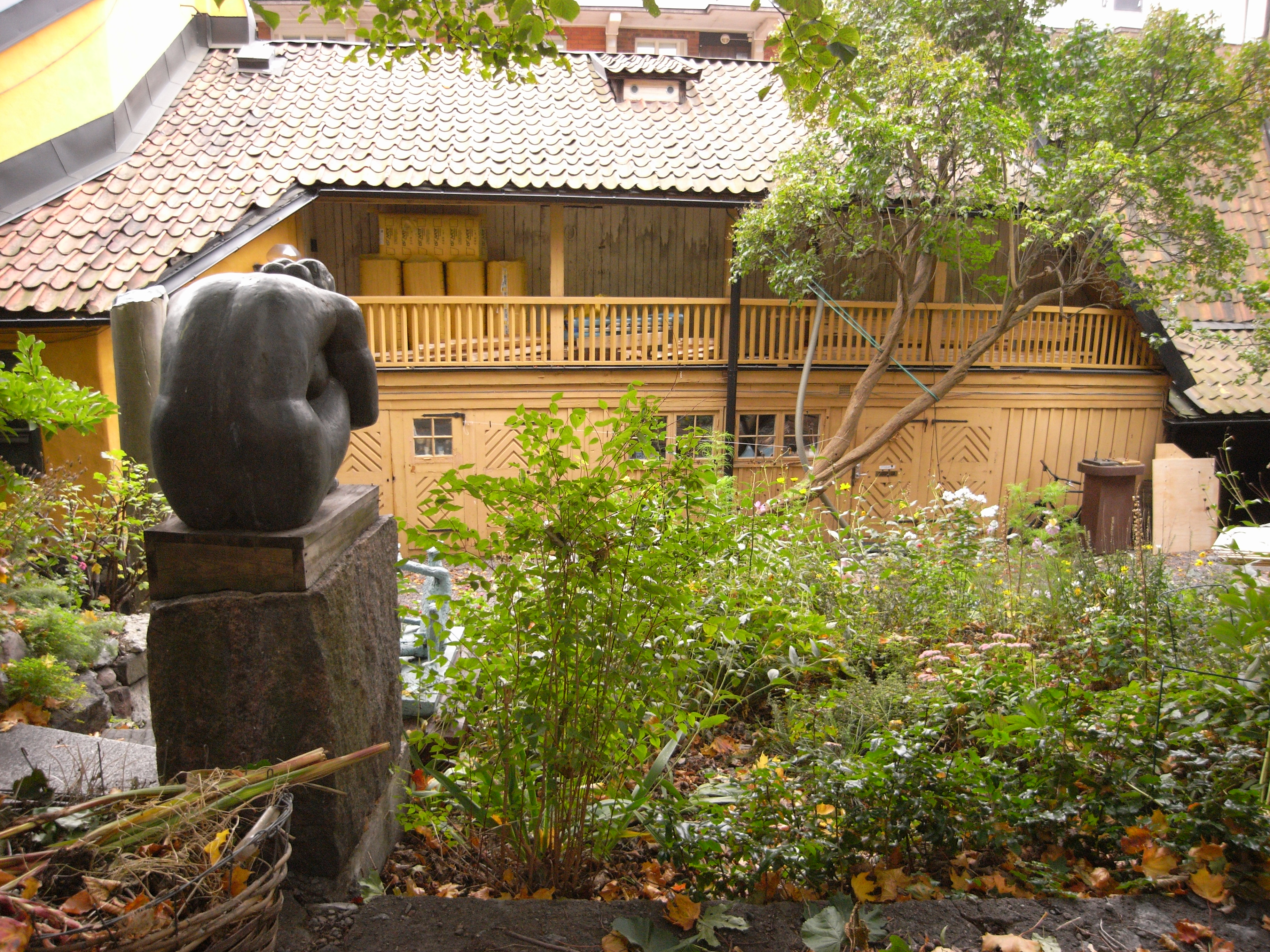
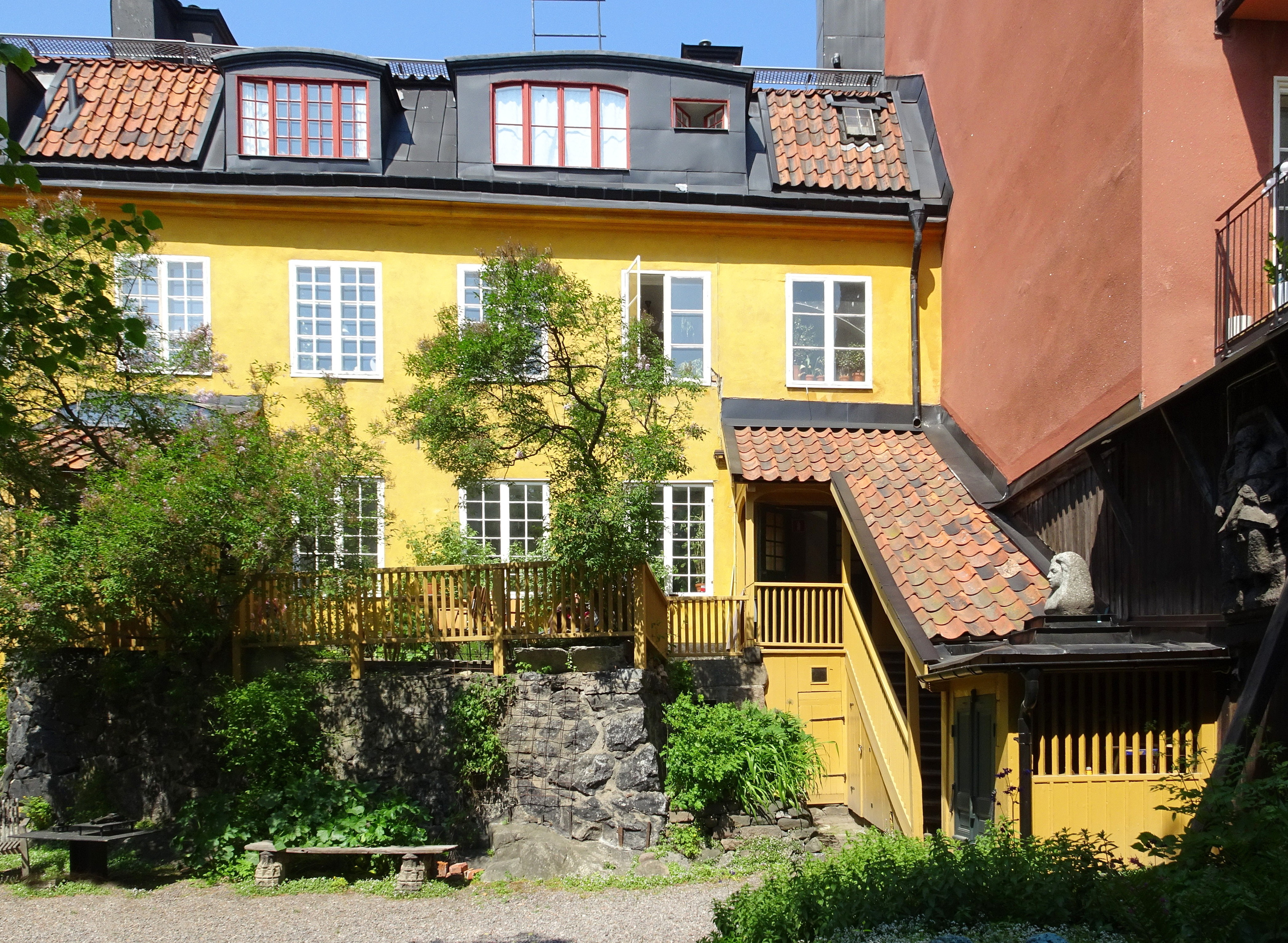
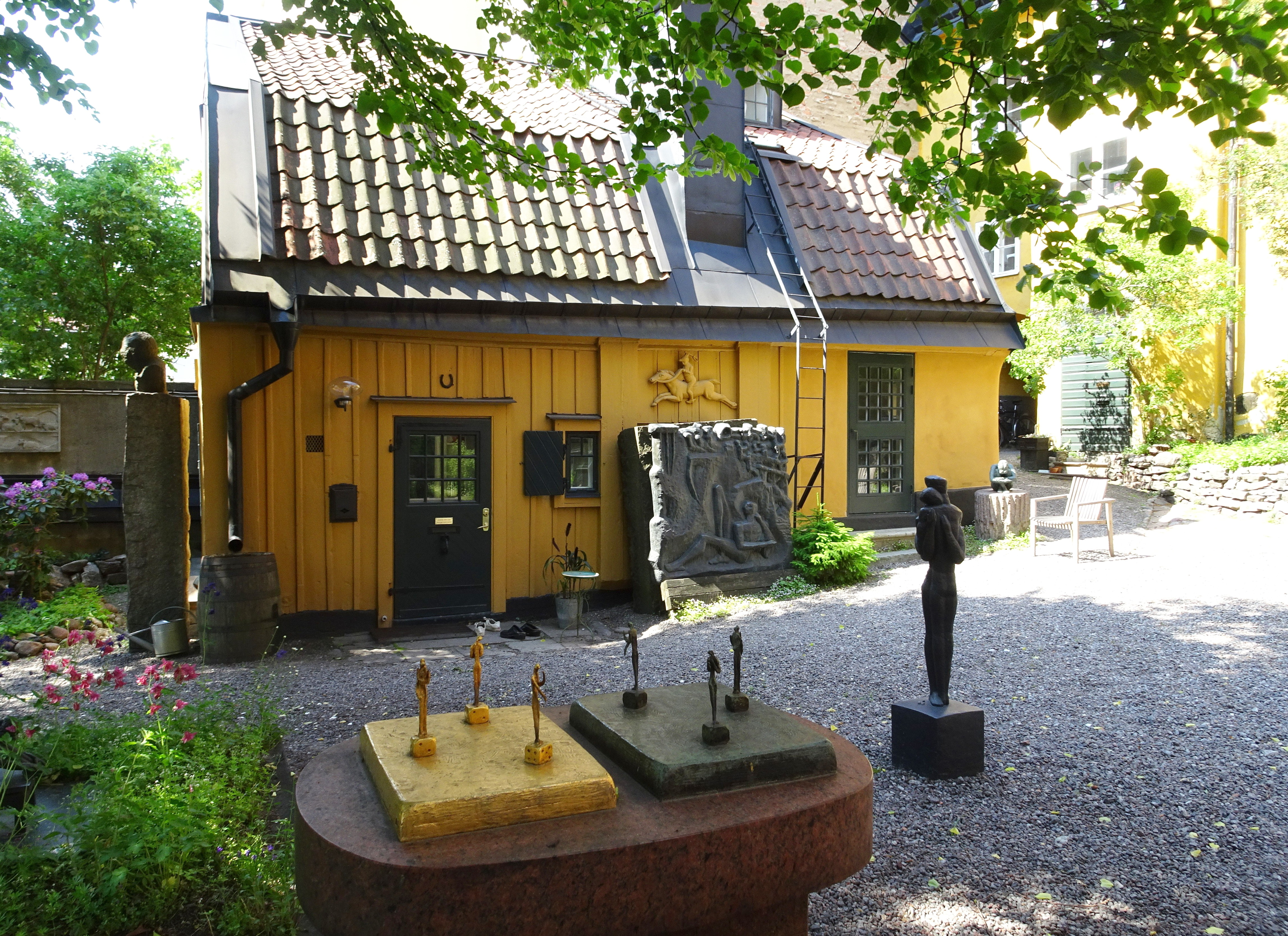
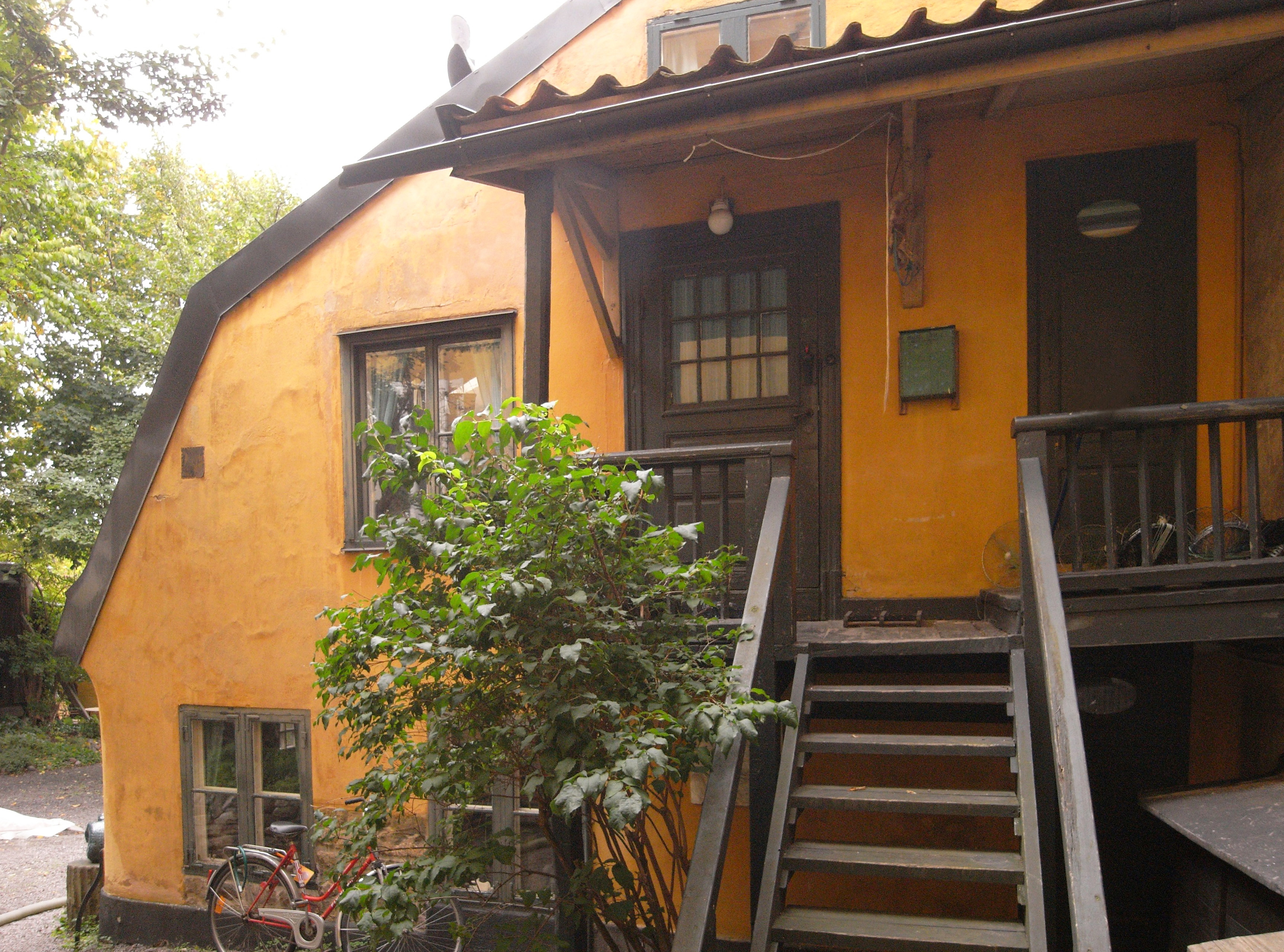